# Slag bij Svindax

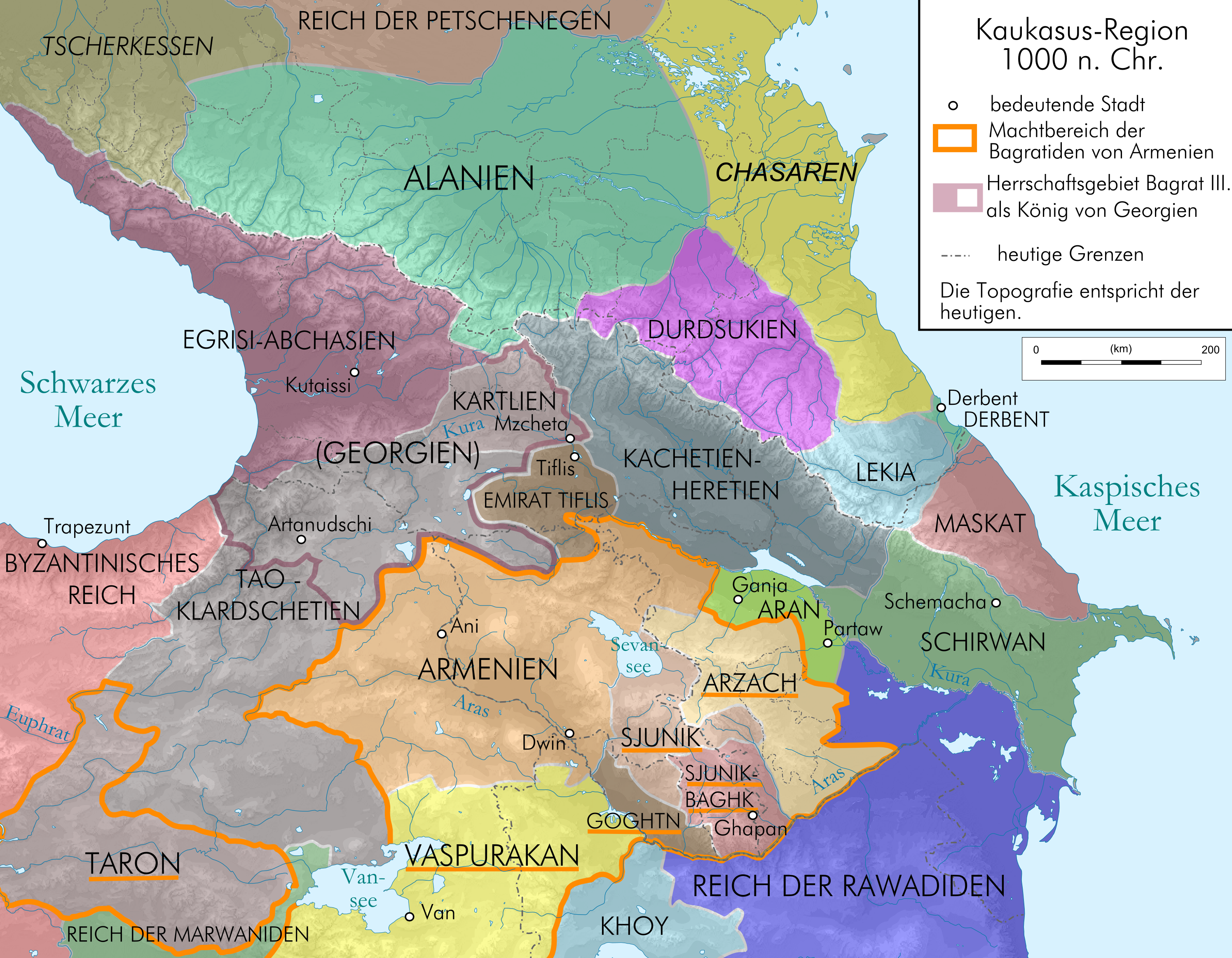

De Slag bij Svindax vond plaats in de lente van 1022 in de regio Phasiane, nu Oost-Anatolië in Turkije. Het Byzantijnse leger onder keizer Basileios II Boulgaroktonos stond tegenover de troepen van George I van Georgië.

## Verloop
De kinderloze prins David III van Tao (978-1000) had zijn land beloofd aan keizer Basileios II, maar hield zijn woord niet en schonk het aan zijn neef Bagrat III van Georgië. Basileios II kon geen vuist maken omdat hij verwikkeld was in de Byzantijns-Bulgaarse oorlogen enerzijds en onder druk stond van de Fatimidische kalief Al-Hakim bi-Amr Allah anderzijds. Van beiden verlost richtte hij zijn pijlen op Georgië. In de herfst van 1021 viel hij het land binnen en na een slopende oorlog slaagde hij erin om in de lente van het jaar erop George I te verslaan. Hierop werd een verdrag gesloten tussen de beide partijen, waarin het volgende werd bepaald:
- Georgië verloor de streek Tao, die veranderde in het Thema Iberië.
- koning George I was verplicht zijn driejarige zoon Bagrat IV af te staan als gijzelaar.